# Coppa dei Campioni 1988-1989 (pallamano maschile)
La Coppa dei Campioni 1988-1989 è stata la 29ª edizione del massimo torneo europeo di pallamano riservato alle squadre di club. È stata organizzata dall'International Handball Federation, la federazione internazionale di pallamano. La competizione è iniziata ad ottobre 1988  si è conclusa a maggio 1989.
Il torneo è stato vinto dalla compagine sovietica dello SKA Minsk per la 2ª volta nella sua storia.

## Risultati

### Primo turno
| Squadra 1             | Squadra 2               | Andata                         | Ritorno                     | Totale  |
| --------------------- | ----------------------- | ------------------------------ | --------------------------- | ------- |
| HC Dukla Praga        | HB Eschois Fola         | Praga, 15 ottobre 1988         | Praga, 16 ottobre 1988      | 70 - 30 |
| HC Dukla Praga        | HB Eschois Fola         | 30 - 16                        | 40 - 14                     | 70 - 30 |
| Wybrzeze Gdansk       | Uraedd IF Porsgrunn     | Danzica                        | Porsgrunn                   | 50 - 39 |
| Wybrzeze Gdansk       | Uraedd IF Porsgrunn     | 22 - 16                        | 28 - 23                     | 50 - 39 |
| ATSE Graz             | SC Magdeburgo           | Graz, 30 ottobre 1988          | Magdeburgo, 5 novembre 1988 | 33 - 47 |
| ATSE Graz             | SC Magdeburgo           | 17 - 25                        | 16 - 22                     | 33 - 47 |
| USAM Nîmes            | ABC Braga               | Nîmes                          | Braga                       | 42 - 39 |
| USAM Nîmes            | ABC Braga               | 27 - 21                        | 15 - 18                     | 42 - 39 |
| Kyndil Tórshavn       | Valur                   | Tórshavn, 21 ottobre 1988      | Tórshavn, 22 ottobre 1988   | 33 - 51 |
| Kyndil Tórshavn       | Valur                   | 16 - 27                        | 17 - 24                     | 33 - 51 |
| ZMC Amicitia          | Sporting Neerpelt       | Zurigo, 31 ottobre 1988        | Neerpelt                    | 44 - 39 |
| ZMC Amicitia          | Sporting Neerpelt       | 25 - 19                        | 19 - 20                     | 44 - 39 |
| Győri ETO             | Blauw-Wit Neerbeek      | Győr, 30 ottobre 1988          | Beek, 7 novembre 1988       | 52 - 35 |
| Győri ETO             | Blauw-Wit Neerbeek      | 26 - 12                        | 26 - 23                     | 52 - 35 |
| HK Drott              | BK-46 Karis             | Halmstad, 29 ottobre 1988      | Karis                       | 54 - 38 |
| HK Drott              | BK-46 Karis             | 32 - 16                        | 22 - 22                     | 54 - 38 |
| Hapoel Rishon Le Zion | Philippos Verias        | Rishon LeZion, 27 ottobre 1988 | Veria, 5 novembre 1988      | 47 - 48 |
| Hapoel Rishon Le Zion | Philippos Verias        | 28 - 23                        | 19 - 25                     | 47 - 48 |
| Ortigia Siracusa      | KN Anthoupolis          | -                              | -                           | n.d.    |
| Ortigia Siracusa      | KN Anthoupolis          | n.d.                           | n.d.                        | n.d.    |
| KIF Kolding           | Handball Club Liverpool | Kolding, 29 ottobre 1988       | Kolding, 30 ottobre 1988    | 62 - 24 |
| KIF Kolding           | Handball Club Liverpool | 32 - 12                        | 30 - 12                     | 62 - 24 |
| CSA Steaua Bucarest   | Turkye Halk Ankara      | Bucarest                       | Ankara                      | 68 - 42 |
| CSA Steaua Bucarest   | Turkye Halk Ankara      | 40 - 19                        | 28 - 23                     | 68 - 42 |

### Ottavi di finale
| Squadra 1        | Squadra 2           | Andata                        | Ritorno                      | Totale        |
| ---------------- | ------------------- | ----------------------------- | ---------------------------- | ------------- |
| SKA Minsk        | RK Metaloplastika   | Minsk, 10 dicembre 1988       | Šabac                        | 55 - 43       |
| SKA Minsk        | RK Metaloplastika   | 30 - 21                       | 25 - 22                      | 55 - 43       |
| HC Dukla Praga   | Wybrzeze Gdansk     | Praga, 10 dicembre 1988       | Danzica, 17 dicembre 1988    | 56 - 44       |
| HC Dukla Praga   | Wybrzeze Gdansk     | 31 - 19                       | 25 - 25                      | 56 - 44       |
| SC Magdeburgo    | USAM Nîmes          | Magdeburgo, 10 dicembre 1988  | Nîmes                        | 48 - 38       |
| SC Magdeburgo    | USAM Nîmes          | 23 - 13                       | 25 - 25                      | 48 - 38       |
| ZMC Amicitia     | Valur               | Zurigo, 11 dicembre 1988      | Reykjavík, 18 dicembre 1988  | 38 - 40       |
| ZMC Amicitia     | Valur               | 16 - 15                       | 22 - 25                      | 38 - 40       |
| VfL Gummersbach  | FC Barcellona       | Gummersbach, 11 dicembre 1988 | Barcellona, 18 dicembre 1988 | 32 - 35       |
| VfL Gummersbach  | FC Barcellona       | 17 - 15                       | 15 - 20                      | 32 - 35       |
| HK Drott         | Győri ETO           | Halmstad, 10 dicembre 1988    | Győr, 17 dicembre 1988       | 45 - 41       |
| HK Drott         | Győri ETO           | 23 - 18                       | 22 - 23                      | 45 - 41       |
| Ortigia Siracusa | Philippos Verias    | Siracusa, 10 dicembre 1988    | Veria, 17 dicembre 1988      | 48 - 48 (gfc) |
| Ortigia Siracusa | Philippos Verias    | 25 - 19                       | 23 - 29                      | 48 - 48 (gfc) |
| KIF Kolding      | CSA Steaua Bucarest | Kolding                       | Bucarest                     | 42 - 53       |
| KIF Kolding      | CSA Steaua Bucarest | 21 - 25                       | 21 - 28                      | 42 - 53       |

### Quarti di finale
| Squadra 1        | Squadra 2           | Andata                   | Ritorno                 | Totale        |
| ---------------- | ------------------- | ------------------------ | ----------------------- | ------------- |
| SKA Minsk        | HC Dukla Praga      | Minsk                    | Praga                   | 62 - 42       |
| SKA Minsk        | HC Dukla Praga      | 32 - 19                  | 30 - 23                 | 62 - 42       |
| Valur            | SC Magdeburgo       | Reykjavík, 12 marzo 1989 | Magdeburgo              | 37 - 37 (gfc) |
| Valur            | SC Magdeburgo       | 22 - 16                  | 15 - 21                 | 37 - 37 (gfc) |
| HK Drott         | FC Barcellona       | Halmstad, 12 marzo 1989  | Barcellona              | 48 - 44       |
| HK Drott         | FC Barcellona       | 22 - 20                  | 26 - 24                 | 48 - 44       |
| Ortigia Siracusa | CSA Steaua Bucarest | Siracusa, 13 marzo 1989  | Bucarest, 19 marzo 1989 | 43 - 53       |
| Ortigia Siracusa | CSA Steaua Bucarest | 22 - 26                  | 21 - 27                 | 43 - 53       |

### Semifinali
| Squadra 1     | Squadra 2           | Andata     | Ritorno  | Totale  |
| ------------- | ------------------- | ---------- | -------- | ------- |
| SC Magdeburgo | SKA Minsk           | Magdeburgo | Minsk    | 46 - 55 |
| SC Magdeburgo | SKA Minsk           | 26 - 25    | 20 - 30  | 46 - 55 |
| HK Drott      | CSA Steaua Bucarest | Halmstad   | Bucarest | 45 - 53 |
| HK Drott      | CSA Steaua Bucarest | 23 - 24    | 22 - 29  | 45 - 53 |

### Finale
| Squadra 1           | Squadra 2 | Andata   | Ritorno | Totale  |
| ------------------- | --------- | -------- | ------- | ------- |
| CSA Steaua Bucarest | SKA Minsk | Bucarest | Minsk   | 53 - 61 |
| CSA Steaua Bucarest | SKA Minsk | 30 - 24  | 23 - 37 | 53 - 61 |